# Panketal
Panketal  est une commune de l'arrondissement de Barnim, dans le Land de Brandebourg, en Allemagne.

## Géographie
La municipalité de Panketal est limitrophe de Berlin, et son centre se trouve à 17 km au nord-est du centre de la capitale. Elle fait partie de la région métropolitaine de Berlin-Brandebourg.
|  |

## Histoire
Panketal fut créée le 26 octobre 2003 par la fusion des municipalités de Schwanebeck et Zepernick.

## Jumelage
- Erftstadt (Allemagne)
- Jelenia Góra (Pologne)
- 🇨🇵 Saulx-les-Chartreux (France)
- Viry-Châtillon (France)
- Wokingham (Royaume-Uni)
- Ottobrunn (Allemagne)
- Balingen (Allemagne)
- Nauplie (Grèce)